# Forūdgāh-e Jam
Forūdgāh-e Jam (persiska: فرودگاه جم) är en flygplats i Iran.   Den ligger i provinsen Bushehr, i den södra delen av landet, 900 km söder om huvudstaden Teheran. Forūdgāh-e Jam ligger 646 meter över havet.
Terrängen runt Forūdgāh-e Jam är huvudsakligen kuperad, men den allra närmaste omgivningen är platt.Runt Forūdgāh-e Jam är det ganska glesbefolkat, med 31 invånare per kvadratkilometer. Närmaste större samhälle är Jam, 2,7 km väster om Forūdgāh-e Jam. Omgivningarna runt Forūdgāh-e Jam är i huvudsak ett öppet busklandskap.